# Модель командных ролей Белбина
Командные роли — модели поведения и взаимодействия с другими людьми при работе в команде.
Рэймонд Мередит Белбин, доктор психологических наук, почётный профессор университетов в Бристоле и Экстере, создал теоретическую модель ролей в команде и разработал систему формирования команд, которые вскоре обрели значительную популярность и до сих пор широко используются при подборе сотрудников в команды.
С точки зрения Р. Белбина, команда наиболее эффективна в тех случаях, когда она неоднородна и состоит из людей, обладающих различными способностями, способами мышления и поведения. При этом необходимо, чтобы члены команды не просто различались, а дополняли друг друга и благодаря своим особенностям могли выполнять различные функции в команде. Представления о необходимой гетерогенности команды легли в основу концепции командных ролей.

## 8 психологических управленческих командных ролей
В 1960—1970-х годах Р. Белбин совместно с Колледжем менеджмента Хенли провёл исследование работы в командах и на основе полученных результатов выделил 8 ролей, наличие которых в команде способствует достижению наиболее высоких результатов:
- Душа команды (ДК), мотиватор, вдохновитель команды
- Координатор (К), председатель
- Генератор идей (ГИ)
- Собиратель идей (СИ), исследователь ресурсов
- Стратег-аналитик (СА)
- Шейпер (Ш), контролер
- Педант (П), специалист
- Реализатор (Р)[2][3]

Важно понимать, что человек при вступлении в команду сам выбирает (как правило, не вполне осознанно) командную роль, которую он хочет занимать и к выполнению которой он будет стремиться. В рамках формирования команды управленцев важно заблаговременно выявлять психологические управленческие предрасположенности участников команды: 
- для минимизации дублирования психологических управленческих ролей членов команды;
- для максимального соответствия функциональной роли и психологической предрасположенности.

Согласно масштабному исследованию Рэймонда Мередита Белбина, у каждого человека есть все 8 психологических управленческих качеств, но они, как правило, выражены  следующим образом: 1-2 качества - сильные, 4-6 качеств развиты в средней или слабой степени,  1-2 качества развиты крайне слабо. Не бывает личностей, у которых одновременно сильно или в достаточной степени развиты все 8 управленческих психологических качеств. "Эффективный директор" - это не один человек, а всегда команда менеджеров. Основной вывод исследования: естественным образом эффективные команды складываются крайне редко, так как люди склонны приглашать в команду похожих на себя партнёров, что является дублированием психологических управленческих ролей и в итоге приводит к отрицательному результату командной деятельности. Необходимо искусственно формировать эффективные команды менеджеров из не менее 4, в среднем 6, не более 8 человек, так, чтобы не было дублирования исполнения психологических управленческих ролей. Если в команде появляется дублирование любой из 8 психологических управленческих ролей, то значительные личностные ресурсы менеджеров впустую тратятся на конкуренцию за исполнение дублирующей роли, что крайне деструктивно сказывается на общем успехе компании. Например, команда из 8 генераторов идей, как правило, не может достигнуть приемлемого результата, так как вместо конструктивной деятельности, вся психологическая энергия участников такой команды тратится на генерацию всё новых идей и на внутреннюю конкуренцию за роль главного генератора идей. Аналогично с дублированием иных психологических управленческих ролей.     
| Процессы                                     | Инициирование         | Завершение           |
| -------------------------------------------- | --------------------- | -------------------- |
| Интеграция (Integrating)                     | Душа команды (ДК)     | Координатор (К)      |
| Предпринимательство (Entrepreneuring )       | Генератор идей (ГИ)   | Собиратель идей (СИ) |
| Администрирование (Administering)            | Стратег-аналитик (СА) | Шейпер (Ш)           |
| Производство результатов (Producing results) | Педант (П)            | Реализатор (Р)       |

### Душа команды (ДК), мотиватор, вдохновитель команды
Обладатель данной роли очень отзывчив, спокоен и дружелюбен с другими членами команды. Он ведет себя дипломатично, умеет выслушать других и успокоить, предотвратить или сгладить конфликты. Но вдохновитель нерешителен в кризисных ситуациях и легко может поддаваться влиянию со стороны других членов команды.
Данный член команды умеет найти подходящие слова, чтобы замотивировать других на деятельность, он упорен в преодолении препятствий и не теряет самообладания в трудных ситуациях. Однако мотиватор может раздражать других людей и не всегда быть достаточно тактичным в общении.

### Координатор (К)
Координатор является зрелым и уверенным в себе человеком, он руководит процессом выполнения заданий, а также процессом принятия решений, он определяет общие цели и умело делегирует полномочия. Но данный член команды может попадать под влияние других людей и делегировать слишком много своих полномочий. 

### Генератор идей (ГИ)
Данный член команды очень креативен, наделен богатой фантазией, обладает нестандартным взглядом на вещи, открыт новому. Однако он часто не обращает внимания на детали и может быть слишком озабочен налаживанием эффективного общения.

### Собиратель идей (СИ), исследователь ресурсов
Исследователь ресурсов очень коммуникабелен, он наполнен энергией и стремлением взяться за дело, ему свойственна экстраверсия. Его основная функция в команде — это развитие контактов и анализ возможностей. Тем не менее обладатель данной командной роли бывает слишком оптимистичен в ситуациях, когда необходимо посмотреть на ситуацию с более реалистической позиции, а также может быстро потерять интерес к работе.

### Стратег-аналитик (СА)
Аналитик занимается подробным анализом и критикой всех идей, поступающих от членов команды. Он проницателен и способен к стратегическому мышлению. Но аналитик не способен побуждать других людей к действиям.

### Шейпер (Ш), контролер
Данному члену команды свойственно очень добросовестное отношение к своей работе. Он следит за выполнением задач и сроками, ищет ошибки и упущения. Контролер склонен к чрезмерному беспокойству и с трудом делегирует свои полномочия. Может быть придирчивым по отношению к другим членам команды.

### Педант (П), специалист
Специалист обладает редкими знаниями и навыками, необходимыми для решения конкретных задач, поставленных перед командой. Он самостоятелен и искренен. Основной его недостаток состоит в узкой специализации, он большое внимание уделяет деталям и часто не видит общей картины.

### Реализатор (Р)
Реализатор отличается организованностью, ответственностью и дисциплиной. Он является тем человеком, который может воплотить теоретические идеи в реальность. Однако реализатору не свойственна гибкость, он сложно адаптируется к изменениям и медленно реагирует на новые возможности

## Факторы, влияющие на выбор человеком роли
В своей книге «Типы ролей в командах менеджеров» Р. Белбин описывает основные факторы, влияющие на выбор человеком своей роли в команде:
1. Личностные черты человека, в особенности экстраверсия и эмоциональная стабильность.
2. Интеллектуальные способности, во многом: способности аргументировать собственную точку зрения
3. Личные ценности, принципы, мотивация
4. Внешние обстоятельства, условия деятельности
5. Прошлый опыт
6. Степень освоения роли[2]

Изначально Белбин считал, что командные роли различаются исключительно за счет таких факторов, как черты личности и уровень интеллекта, однако в результате исследований в Хенли выяснилось, что только часть ролей могут быть определены при помощи 16-факторного опросника личности Кетелла (16PF) и теста Ватсона Оценка Критического Мышления (CTA). Поэтому впоследствии был применен также Опросник Персональных Предпочтений (PPQ), использованный для анализа конструктов человека, его ценностей и взглядов на окружающий мир. В результате было выявлено, что принятие одной роли, например, Генератора идей, определяется и личностными чертами человека, уровнем интеллекта и восприятием мира, в то время как принятие другой роли, например, Реализатора, связано только с личностными чертами и восприятием мира. То есть нельзя определить роль, основываясь на тестировании одного фактора: для разных ролей разные факторы наиболее существенны.
Далее стоит отметить, что с факторами внешних обстоятельств, прошлого опыта и степени освоения роли дела обстоят еще сложнее, поскольку их влияние нельзя оценить при помощи тестов, данные факторы можно оценить только в процессе общения с человеком. В чем же состоит суть этих факторов? Условия деятельности и внешние обстоятельства указывают в данном случае на возможную скованность поведения будущего члена команды, связанную с условиями. Это важно для организаций, осуществляющий подбор кандидатов на должность, поскольку на собеседовании человек может вести себя неестественно, скованно и не проявить истинную роль, ему свойственную. С другой стороны, скованность может распространяться и непосредственно на совместную деятельность членов команды: человек может не влиться в коллектив, продолжать быть скованным даже во время работы в команде, что приведет к тому, что он не сможет проявить свою настоящую роль и сделать необходимый вклад в достижение командной цели. Также важным фактором является прошлый опыт, поскольку стиль поведения в настоящем основывается на том, как человек действовал в прошлом, как он решал возникавшие на работе проблемы, как он преодолевал трудности. Наконец, последний фактор — фактор освоения роли — воспринимался Р. Белбином как один из самых значимых. Автор считал, что для наиболее успешного исполнения роли человек должен знать, какую роль исполняет: знать свои сильные стороны и свои недостатки, знать, какое значение он имеет в команде и какие функции зависят непосредственно от его действий. Подобное утверждение выглядит достаточно очевидным, однако многие люди не знают, какие роли им свойственны. Дело в том, что некоторые роли являются «популярными» (Генератор идей, Аналитик, Координатор выглядят гораздо привлекательнее, чем Реализатор) и многие люди стремятся относить себя именно к этим ролям, хотя эти роли не соответствуют их личностным чертам, уровню интеллекта, восприятию мира и люди не могут успешно справиться с выполнением этих ролей. Подобное несоответствие приводит к крайне негативным последствиям: человек, во-первых, демонстрирует поведение, свойственное роли, к исполнению которой он не способен, ему поручаются задачи, предназначенные для представителя данной роли, другие люди начинают воспринимать его как представителя той самой роли, а человек в итоге не справляется с заданиями и не оправдывает надежд. Во-вторых, человек, приписывающий себе «не свою» роль не способен развить «свою»: он не может приобрести необходимых навыков и опыта ее исполнения, определить ее слабые и сильные места.

## Исполнение нескольких командных ролей
Каждый человек может исполнять сразу несколько ролей, то есть команда не обязательно должна состоять из 8 участников. Принятие на себя нескольких ролей может быть связано с рядом причин. Первая причина — это непосредственные свойства самой роли: некоторые роли требуют одних и тех же умений и часто исполняются «в паре», одним и тем же человеком, например, Аналитик и Генератор идей, Мотиватор и Реализатор. Другая причина может заключаться в обстоятельствах. В случае временного отсутствия в команде представителя некой необходимой роли, другой член команды может принять на себя эту роль, если он способен к ее исполнению. Однако, с точки зрения Белбина, в данном случае крайне важно не оставаться на этой роли слишком долго, потому как это всё равно не естественная роль человека и он не способен ее исполнять максимально хорошо: рано или поздно он начнет осуществлять поведение, свойственное «своей» роли, что не будет соответствовать сформировавшимся ожиданиям от него других членов команды и может привести к потере их доверия.

## Схема подбора людей в команду
Несмотря на свою простоту с первого взгляда, структура ролей, необходимая для команды, не является простой, и при подборе людей в команду необходимо обращать внимание сразу на множество факторов. Для помощи организациям в подборе сотрудников, Белбин предлагает некоторую схему, по которой следует отбирать людей в команду. Часто подобный отбор начинается с назначения менеджера, будущего координатора, и затем под его личностные характеристики выбираются остальные члены команды. Белбин рекомендует поступать несколько иначе: начинать с выбора «гения», того человека, который наиболее необходим для решения данной задачи, который обладает полезным для выполнения задачи талантом, затем подбирать менеджера, который сможет работать с данным «гением» (что бывает непросто) и уже после этого осуществлять подбор остальных сотрудников, обладающих навыками и ролями, которые могут дополнить навыки и роли первых двух участников.

## Использование модели в практике
Модель командных ролей Белбина активно используется для формирования команд, командообразования и дальнейшего исследования проблемы создания успешной команды и для построения различных методик оценки кандидатов на работу. Также Р. Белбин основал компанию Belbin Associates Ltd, специализирующуюся на помощи организациям в создании стратегий для успешного подбора сотрудников в команды и для оптимизации работы существующих команд в организациях. С компанией Belbin Associates Ltd работают такие корпорации, как British Petroleum, IBM, ABB, Siemens.

## Цитаты по теме
Эндрю Карнеги: "...Вы можете забрать у меня все мои заводы, все мои капиталы, всё, что я имею. Но оставьте мне пять моих лучших управляющих, и вы не успеете опомниться, как я снова буду впереди всех..." 